# باب جرارد
فردریک رابرتس «باب» جرارد (انگلیسی: Frederick Roberts "Bob" Gerard؛ زادهٔ ۱۹ ژانویهٔ ۱۹۱۴ در لستر، میدلندز شرقی، درگذشتهٔ ۲۶ ژانویهٔ ۱۹۹۰ در کراکستون جنوبی، لسترشر) رانندهٔ مسابقات اتومبیل‌رانی اهل بریتانیا بود که در فصل‌های ۱۹۵۰ تا ۱۹۵۱، ۱۹۵۳ تا ۱۹۵۴ و ۱۹۵۶ تا ۱۹۵۷ در مجموع در هشت گراند پری از مسابقات جهانی فرمول یک شرکت کرد، اما موفق به کسب هیچ امتیازی نشد.
جرارد در ۲۶ ژانویه ۱۹۹۰ در کراکستون جنوبی، لسترشر درگذشت.